# Essex Business Houses Football League
Essex Business Houses Football League var en engelsk fotbollsliga baserad i Essex. Toppdivisionen Premier Division låg på nivå 14 i det engelska ligasystemet.
Ligan var en matarliga till Essex Olympian Football League.
2014 slogs ligan samman med Ilford & District League och bildade Essex Alliance Football League.

## Mästare
| Säsong  | Premier Division | Division One            | Division Two  | Division Three | Division Four            |
| ------- | ---------------- | ----------------------- | ------------- | -------------- | ------------------------ |
| 2003/04 | Brampton Park    | P L A Vets              | Platinium     | Havering Nalgo | Barking Borough Reserves |
| 2004/05 | Newham United    | Melbourne Sports        | Heath Park    | William Fitt   | Farmhouse Reserves       |
| 2005/06 | Sungate          | Rainham Athletic        | Old Barks 'A' | Forest Glade   |                          |
| 2006/07 | Sungate          | Platinium               | Stags Head    | Loass          |                          |
| 2007/08 | Sungate          | Newham Borough          | Loass         | Sungate 'A'    |                          |
| 2008/09 | Loass            | West Essex              | Juva          |                |                          |
| 2009/10 | Flanders         | West Green              | Toby Reserves |                |                          |
| 2010/11 | Brampton Park    | London APSA FC Reserves |               |                |                          |
| 2011/12 | Telstar          | Tower Hamlets Reserves  |               |                |                          |
| 2012/13 | Snaresbrook      |                         |               |                |                          |
| 2013/14 | Hamlets          |                         |               |                |                          |

Källa: 